# Altmittweida
Altmittweida település Németországban, azon belül Szászország tartományban. Lakosainak száma 1903 fő (2023. december 31.).

## Népesség
A település népességének változása:
| Lakosok száma | 1989 | 1908 | 1908 | 1859 | 1882 | 1903 |
|               | 2014 | 2017 | 2019 | 2021 | 2022 | 2023 |